# Chelanops michaelseni
Chelanops michaelseni es una especie de arácnido  del orden Pseudoscorpionida de la familia Chernetidae.

## Distribución geográfica
Se encuentra en Argentina y Chile.